# 前110年代
| 千纪： | 前1千纪 |
| 世纪： | 前3世纪 \| 前2世纪 \| 前1世纪                                                                              |
| 年代： | 前140年代 \| 前130年代 \| 前120年代 \| 前110年代 \| 前100年代 \| 前90年代 \| 前80年代                      |
| 年份： | 前119年 \| 前118年 \| 前117年 \| 前116年 \| 前115年 \| 前114年 \| 前113年 \| 前112年 \| 前111年 \| 前110年 |

前110年代從前119年1月1日開始，於前110年12月31日結束。

## 大事记
- 前119年，漢大舉攻匈奴，大將軍衛青出定襄、驃騎將軍霍去病出代郡攻打匈奴軍潰，沙漠以南無匈奴王庭。
- 前118年，漢政府廢三銖錢，重鑄五銖錢。丞相李蔡下獄自殺。
- 前116年，遣張騫出使烏孫。
- 前115年，酷吏張湯有罪，自殺。丞相莊青翟下獄，自殺。漢於渾邪王故地，置酒泉郡、武威郡二郡。張騫通西域自烏孫返國。
- 前114年，匈奴烏維單于嗣位。
- 前113年，任方士欒大為五利將軍，為劉徹求不死藥。南越明王趙嬰齊卒，子趙興嗣位。
- 前112年，丞相趙周下獄，自殺。南越相呂嘉殺樛太后及國王趙興，立趙建德為王。
- 前111年，伏波將軍路博德灭南越，漢中郎將郭昌擊平西南夷，置牂柯郡、越巂郡、汶山郡、武都郡、沈黎郡五郡。漢分武威、酒泉地，增置張掖郡、敦煌郡二郡。
- 前110年，樓船將軍楊僕攻東越，東越王餘善為其下所殺，劉徹登泰山封禪，追命即位以來年號，並定今年為元封元年，中國使用年號自此始。

## 逝世
- 前119年，李廣
- 前117年，霍去病
- 前114年，張騫